# Okres Siemiatycze
Okres Siemiatycze (polsky Powiat siemiatycki) je okres v polském Podleském vojvodství u hranic s Běloruskem. Rozlohu má 1459,58 km² a v roce 2019 zde žilo 44 193 obyvatel. Sídlem správy okresu je město Siemiatycze.

## Gminy
Městská:
- Siemiatycze

Městsko-vesnická:
- Drohiczyn

Vesnické:
- Dziadkowice
- Grodzisk
- Mielnik
- Milejczyce
- Nurzec-Stacja
- Perlejewo
- Siemiatycze

## Města
- Drohiczyn
- Siemiatycze